# Ніколаєвськ (Аляска)
Ніколаєвськ (англ. Nikolaevsk, рос. Николаевск) — переписна місцевість (CDP) в США, в окрузі Кенай штату Аляска. Населення — 328 осіб (2020).
Населення — 400 осіб, переважно старообрядці, прибулі з штату Вашингтон. Спочатку були переселені з Росії в Харбін (Китай), потім спробували оселитися в Бразилії та Австралії. У 1968 ними було засновано Ніколаєвськ.

## Географія
Ніколаєвськ розташований за координатами 59°49′46″ пн. ш. 151°35′47″ зх. д. / 59.82944° пн. ш. 151.59639° зх. д. (59.829553, -151.596382). За даними Бюро перепису населення США в 2010 році переписна місцевість мала площу 90,25 км², уся площа — суходіл.

### Клімат
| Клімат : Ніколаєвськ  | Клімат : Ніколаєвськ | Клімат : Ніколаєвськ | Клімат : Ніколаєвськ | Клімат : Ніколаєвськ | Клімат : Ніколаєвськ | Клімат : Ніколаєвськ | Клімат : Ніколаєвськ | Клімат : Ніколаєвськ | Клімат : Ніколаєвськ | Клімат : Ніколаєвськ | Клімат : Ніколаєвськ | Клімат : Ніколаєвськ | Клімат : Ніколаєвськ |
| Показник              | Січ.                 | Лют.                 | Бер.                 | Квіт.                | Трав.                | Черв.                | Лип.                 | Серп.                | Вер.                 | Жовт.                | Лист.                | Груд.                | Рік                  |
| Середній максимум, °C | −3                   | −2                   | −1                   | 5                    | 11                   | 16                   | 17                   | 16                   | 12                   | 5                    | 0                    | −2                   | 6,2                  |
| Середній мінімум, °C  | −8                   | −7                   | −6                   | −1                   | 3                    | 7                    | 9                    | 8                    | 5                    | 0                    | −5                   | −6                   | −0,0                 |
| Норма опадів, мм      | 64                   | 53                   | 48                   | 46                   | 39                   | 47                   | 79                   | 101                  | 127                  | 100                  | 80                   | 93                   | 877                  |
| Днів з опадами        | 15,2                 | 14,0                 | 12,8                 | 15,1                 | 13,4                 | 13,3                 | 14,4                 | 16,1                 | 18,2                 | 16,4                 | 15,3                 | 18,0                 | 182,2                |
| --------------------- | -------------------- | -------------------- | -------------------- | -------------------- | -------------------- | -------------------- | -------------------- | -------------------- | -------------------- | -------------------- | -------------------- | -------------------- | -------------------- |
| Джерело: Meteoblue    |                      |                      |                      |                      |                      |                      |                      |                      |                      |                      |                      |                      |                      |

## Демографія
Згідно з переписом 2010 року, у переписній місцевості мешкало 318 осіб у 107 домогосподарствах у складі 79 родин. Густота населення становила 4 особи/км². Було 150 помешкань (2/км²).
Расовий склад населення:
| - 92,5 % — білих - 3,5 % — корінних американців - 0,3 % — азіатів |

До двох чи більше рас належало 3,5 %. Частка іспаномовних становила 4,4 % від усіх жителів.
За віковим діапазоном населення розподілялося таким чином: 32,4 % — особи молодші 18 років, 61,6 % — особи у віці 18—64 років, 6,0 % — особи у віці 65 років та старші. Медіана віку мешканця становила 31,3 року. На 100 осіб жіночої статі у переписній місцевості припадало 106,5 чоловіків; на 100 жінок у віці від 18 років та старших — 108,7 чоловіків також старших 18 років.
Середній дохід на одне домашнє господарство становив 29 055 доларів США (медіана — 23 125), а середній дохід на одну сім'ю — 46 198 доларів (медіана — 35 000). За межею бідності перебувало 21,8 % осіб, у тому числі 19,2 % дітей у віці до 18 років та 17,9 % осіб у віці 65 років та старших.
Цивільне працевлаштоване населення становило 86 осіб. Основні галузі зайнятості: роздрібна торгівля — 17,4 %, освіта, охорона здоров'я та соціальна допомога — 16,3 %, сільське господарство, лісництво, риболовля — 16,3 %.

## Відомі люди
У поселенні проживав американський гірськолижник, паралімпійський чемпіон Ендрю Курка.